# ستيفن زونس
ستيفن زونس (ولد عام 1956) هو باحث علاقات دولية أمريكي متخصص في سياسات الشرق الأوسط، و‌السياسة الخارجية الأمريكية، والعمل الاستراتيجي اللاعنفي. وهو معروف دوليا بأنه منتقد رئيسي لسياسة الولايات المتحدة في الشرق الأوسط، وخاصة تحت إدارة جورج دبليو بوش، ومحلل حالات العصيان المدني اللاعنفي ضد الأنظمة الاستبدادية.

## الحياة المهنية السابقة
زونس، وهو مواطن من ولاية كارولاينا الشمالية، كان من الشباب الذين عملوا من قبل في كلية إيثاكا، وجامعة بوجيت ساوند، وكلية ويتمان. وحاز على زمالة وطنية في العلوم الإنسانية في دراسات الشرق الأوسط وآسيا الوسطى في كلية دارتموث، وزمالة لجوزيف ج. مالون في الدراسات العربية وفي دراسات إسلامية. وعمل أيضا مديرا مؤسسا لمعهد سياسة جديدة للشرق الأوسط ومديرا في معهد دراسات السياسات ومعهد دراسات الأمن العالمي ومعهد الولايات المتحدة للسلام.
وفي عام 2002، حصل على تقدير من رابطة دراسات السلام والعدالة بصفته باحثا عن السلام للسنة الدولية.

## الشكوك حول العراق
أعرب عن شكه علنا قبل الغزو الذي وقع في مارس 2003 في أن العراق لا يزال يملك أسلحة دمار شامل جاهزة للاستخدام، وتوقع أن «الجمهور الأمريكي سيدرك، عاجلا أم آجلا، أن غزو الولايات المتحدة للعراق كان كارثة» لأن «هذه الجهود الرامية إلى فرض هيمنتها تولد حتما مقاومتها الخاصة». كما توقع أن الغزو والاحتلال الأمريكيين يمكن أن يؤديا إلى إثارة نزاع إثني وطائفي سيجعل من «الصعب إنشاء نظام مقبول ومستقر على نطاق واسع» وأنه بدلا من تحويل الشرق الأوسط ليصبح أكثر استقرارا وديمقراطية، حذر من أن الغزو والاحتلال الأمريكيين من شأنهما أن يزيدا الإرهاب والتطرف الإسلامي وأن «يؤديا إلى مزيد من المرارة والكراهية والعنف وأن يعوقا إلى حد كبير التنمية الاقتصادية والإصلاح السياسي والمصالحة في ما ينجم عن ذلك من فوضى وردود أفعال من المرجح أن تلي ذلك».

## آراء بشأن الشرق الأوسط
كما كان زونس معارضا صريحا لدعم الولايات المتحدة لبعض الدول العربية وإسرائيل. ودعا إلى سلام إسرائيلي فلسطيني يستند إلى القانون الدولي ويعترف بالأمن الإسرائيلي والحقوق الفلسطينية على حد سواء، بما في ذلك انسحاب القوات الإسرائيلية من الأراضي الفلسطينية والسورية، وإنهاء الإرهاب، والضمانات الأمنية لإسرائيل وجيرانها.
وقد ذكر زونس أن الحكومة الإسرائيلية «تمارس نمطاً من الانتهاكات الجسيمة والمنهجية لحقوق الإنسان وتنتهك بشكل صارخ سلسلة من قرارات مجلس الأمن التابع للأمم المتحدة وغيرها من المبادئ القانونية الدولية». وقد كتب زونس أن «دعم الاحتلال والقمع المستمرين لإسرائيل لا يختلف عن دعم الولايات المتحدة للاحتلال والقمع المستمرين لإندونيسيا اللذين دام كل منهما 24 عاماً في تيمور الشرقية أو الاحتلال والقمع المستمرين للمغرب في الصحراء الغربية». كما كتب أن «العنصرية الواسعة الانتشار ضد العرب والمسلمين منتشرة جداً في المجتمع الأمريكي» وأن العديد من الأمريكيين يتعاطفون مع الصهيونية لأنها «انعكاس لتجربتنا التاريخية كرواد في أمريكا الشمالية، وبناء أمة تقوم على قيم مثالية نبيلة مع قمع وطرد السكان الأصليين في الوقت نفسه». وفيما يتعلق بآراء «أقصى اليسار» بشأن إسرائيل، كتب زونس أن العديد من منظمات أقصى اليسار اتخذت «موقفاً صارماً ضد إسرائيل لم يتحدى السياسات الإسرائيلية فحسب بل شكك أيضاً في حق إسرائيل في الوجود» وأن هذا «أضر بشدة بمصداقيتها».

## الرحلات
يقوم زونس بزيارات متكررة إلى الشرق الأوسط ومناطق الصراع الأخرى، حيث اجتمع مع كبار المسؤولين الحكوميين، والأكاديميين، والصحفيين وزعماء المعارضة. وقد سافر إلى أكثر من ستين بلدا وقبل دعوات لإلقاء كلمات في أماكن في أكثر من عشرين بلدا.
في سبتمبر 2007، كان زونس من بين مجموعة من الزعماء والعلماء الدينيين الأمريكيين الذين التقوا بالرئيس الإيراني محمود أحمدي نجاد. وفي مقال لاحق، ذكر زونس أن:

[محمود أحمدي نجاد] كان غير مثير للإعجاب. والواقع أنه مع تشتته وسطحية تحليله، تبين أنه أكثر إثارة للشفقة من الشر. وقد أبهرني الرئيس الإيراني كشخص مخلص في عقيدته الدينية، ولكنه سطحي في فهمه ومميل إلى تحريف تقاليده الدينية بطرق تتوافق مع مواقفه الأيديولوجية السابقة التصور.

## الحياة الأسرية
يعيش زونس في مجتمع للإسكان المشترك في سانتا كروز ب‍كاليفورنيا مع زوجته نانلويز وولف (من مواليد عام 1957)، التي تعمل ضمن موظفي مركز الموارد من أجل اللاعنف، وأولادهم شانتي (و. 1988) وكاليلا (و. 1990) وتوبين (و. 1993). زونس موسيقي شعبي ويستمتع بالحياة في الخارج.
ولد زونس في ساليسبري، كارولاينا الشمالية، وهو الطفل الوحيد لهيلين كارنيس زونس، والقس جون زونس، وهو قس أسقفي. وكان كلا الوالدين ناشطين في الحقوق المدنية، و‌نزع السلاح النووي، و‌الحرب ضد فييتنام، و‌القضايا الفلسطينية. وقد نشأ في مدينة تشابل هيل الجامعية، وكان يدرس في المدارس العامة و‌الكويكرز، وأمضى معظم فصول الصيف وكذلك في سن المراهقة المبكرة في مجتمع سيلو في جبال غرب كارولاينا الشمالية. بعد حضوره كلية أوبرلين والعيش في فيلادلفيا، واشنطن، وبوسطن، تزوج حبيبته السابقة في الجامعة في عام 1987 بينما كان في مدرسة الدراسات العليا في إيثاكا، نيويورك.

## وصلات خارجية
- http://stephenzunes.org/ الموقع الشخصي لزونس
- U.S. Policy Toward Iraq; C-SPAN.org